# Vanneaugobius dollfusi
Vanneaugobius dollfusi és una espècie de peix de la família dels gòbids i de l'ordre dels perciformes.
És un peix marí, de clima subtropical i demersal que viu entre 110-115 m de fondària.
Es troba al Marroc (davant les costes d'Agadir), tot i que també n'hi ha registres a la mar Adriàtica.
És inofensiu per als humans.